# 2 horas de Buenos Aires de 1993
La edición 1993 de las 2 horas de Buenos Aires fue la primera de una serie de competencias especiales desarrolladas por la Asociación Corredores de Turismo Carretera. La misma, consistió en la realización de una carrera especial de larga duración, con la particularidad de aplicar el sistema de competencia por relevos.
Esta competencia se llevó a cabo el día 19 de septiembre de 1993, teniendo como plaza de desarrollo el circuito número 12 del Autódromo Oscar Alfredo Gálvez (hoy Oscar y Juan Gálvez) de la Ciudad de Buenos Aires. La temática de la competencia, propuso la realización de una carrera con un máximo de 2 horas de duración, en la que cada automóvil debía ser piloteado por una tripulación compuesta por dos pilotos, siendo el titular aquel piloto que habitualmente competía con dicha unidad y que se encontrase inscripto en el campeonato de Turismo Carretera, mientras que el segundo debía ser un piloto invitado por el mencionado titular, pero que para su participación debía cumplir con determinados requisitos impuestos por ACTC.
Esta competencia fue lanzada a la hora 10:00 AM (UTC-3) y fue dividida en dos etapas, siendo la primera pactada a 24 vueltas, mientras que la segunda se desarrolló a la misma cantidad de giros, turnándose cada piloto para manejar en las distintas etapas.
Finalmente, el clasificador final fue ordenado por sumatoria de tiempos entre una y otra etapa. El tándem ganador de esta competencia resultó la dupla conformada por Juan Antonio De Benedictis y Mariano Calamante II, quienes compartieron la conducción del Ford Falcon número 2 del primero. El podio fue completado por las duplas de Walter Hernández y Silvio Oltra, al comando del Ford Falcon número 85 y la de  Oscar Aventín y Esteban Fernandino, con el coche número 1, también de la misma marca.

## Antecedente
Si bien la idea de desarrollar esta competencia surgió a partir de una propuesta planteada por el piloto Luis Delconte, anteriormente a este tipo de competencias se habían llevado a cabo carreras de formato similar, las cuales variaban en su duración ya que estaban estipuladas a más de 2 horas. Es el caso de la competencia conocida como "las 4 horas de Buenos Aires". El binomio ganador de esta competencia fue el conformado por Gastón Perkins (Titular) y Federico Urruti (Invitado), ambos al comando de una unidad IKA Torino. Como corolario de esta competencia, este triunfo significó la primera victoria en TC de Urruti, quien luego continuó su carrera compitiendo como piloto titular.

## Binomios participantes
| #   | Piloto Titular             | Piloto Invitado          | Automóvil       |
| --- | -------------------------- | ------------------------ | --------------- |
| 1   | Oscar Aventin              | Esteban Fernandino       | Ford Falcon     |
| 2   | Juan Manuel Landa          | Héctor Fiorda            | Chevrolet Chevy |
| 3   | Fabián Acuña               | Oscar Fineschi           | Ford Falcon     |
| 6   | Vicente Pernía             | Daniel Cingolani         | Ford Falcon     |
| 7   | Eduardo Ramos              | Jorge Omar del Río       | Ford Falcon     |
| 8   | José María Romero          | Miguel Etchegaray        | Ford Falcon     |
| 10  | Osvaldo Morresi            | Juan María Traverso      | Chevrolet Chevy |
| 11  | Jorge Oyhanart             | Dale Kreider             | Ford Falcon     |
| 12  | Roberto Urretavizcaya      | Carlos Marincovich       | Chevrolet Chevy |
| 14  | Juan Antonio De Benedictis | Mariano Calamante II     | Ford Falcon     |
| 15  | Juan Carlos Nesprías       | Ángel Banfi              | Dodge GTX       |
| 16  | José Malisia               | Carlos Jarque            | Chevrolet Chevy |
| 17  | Emilio Satriano            | Guillermo Maldonado      | Chevrolet Chevy |
| 18  | Osvaldo Abel López         | Hugo Olmi                | Chevrolet Chevy |
| 20  | Eduardo Marcos             | Eduardo Sáenz            | Ford Falcon     |
| 21  | Mateo Amanzi               | Mario Gayraud            | Ford Falcon     |
| 22  | Luis Antonio Miraldi       | Daniel Urrutia           | Chevrolet Chevy |
| 23  | Carlos Garrido             | Eduardo García Blanco    | Chevrolet Chevy |
| 24  | Gustavo Mancuso            | Jorge Fantasia           | Ford Falcon     |
| 26  | Roberto Capparello         | Eduardo Rodríguez Canedo | Chevrolet Chevy |
| 27  | Oscar Erratchú             | Guillermo Del Barrio     | Dodge GTX       |
| 28  | Osvaldo Lynn               | Carlos Luaces            | Ford Falcon     |
| 29  | Luis Hernández             | Oscar Rama               | Chevrolet Chevy |
| 30  | Eduardo Nicieza            | Rubén Salerno            | Chevrolet Chevy |
| 32  | Raúl Sinelli               | Ernesto Bessone II       | Ford Falcon     |
| 33  | Antonio Aventín            | Miguel Ángel Guerra      | Dodge GTX       |
| 36  | Carlos Saiz                | Carlos Perini            | Ford Falcon     |
| 38  | Eduardo Nicotra            | José Ciantini            | Ford Falcon     |
| 39  | Walter Alifraco            | Osvaldo Cao              | Dodge GTX       |
| 42  | Carlos Boni                | Pablo Sala               | Chevrolet Chevy |
| 44  | Pedro Doumic               | Oscar Alaux              | Ford Falcon     |
| 47  | Hugo Mazzacane             | Edgardo Lavari           | Dodge GTX       |
| 50  | Osvaldo Duarte             | Jorge Puglia             | Chevrolet Chevy |
| 51  | Carlos Vanrell             | Jorge Polanco            | Dodge GTX       |
| 52  | Carlos Calamante           | Andrés Kechichian        | Chevrolet Chevy |
| 55  | Osvaldo Sasso              | Edgardo Bustos           | Ford Falcon     |
| 58  | Arturo Costa               | Carlos Cura              | Chevrolet Chevy |
| 59  | Rubén Muñiz I              | Rubén Muñiz II           | Ford Falcon     |
| 64  | Hugo Cutini                | Alberto Errecart         | Dodge GTX       |
| 76  | Claudio Abdala             | Luis Linares             | Chevrolet Chevy |
| 80  | Carlos Aranzana            | Jorge Pernigotte         | Dodge GTX       |
| 85  | Walter Hernández           | Silvio Oltra             | Ford Falcon     |
| 86  | Héctor Pacchialat          | Pedro Comito             | Dodge GTX       |
| 118 | Fernando Sosa              | Norberto Bressano        | Ford Falcon     |
| 120 | Silvio Puccini             | Marcelo Polinori         | Dodge GTX       |
| 121 | Néstor Apella              | José Fortunato           | Ford Falcon     |
| 123 | Sergio Guarnaccia          | Néstor Gardinalli        | Ford Falcon     |
| 134 | Rubén Bulla                | Luis Delconte            | Chevrolet Chevy |
| 148 | José Catania               | Rodolfo Pérez Cóccola    | Dodge GTX       |
| 157 | Horacio Speranza           | Rodolfo Speranza         | Dodge GTX       |